# Округа Японии
Округ (яп. 支庁 ситё:) — единица административно-территориального деления Японии, которая по уровню ниже префектуры. Округ обычно объединяет несколько населённых пунктов, расположенных в районе, географически достаточно удалённом от административного центра префектуры.

## Исторически существовавшие округа
- Префектура Хёго ранее делилась на 10 округов, которые впоследствии были переименованы в народные бюро (яп. 県民局 кэммин-кёку)
- Префектура Тиба до 2003 года делилась на 5 округов, впоследствии они были переименованы в народные центры (яп. 県民センタ кэммин-сэнта:)
- В составе префектуры Нагасаки было три округа, в которые были выделены отдалённые острова Цусима, Ики и Гото.
- В составе префектуры Окинава были округа Мияко и Яэяма, расположенные на островах Мияко и Исигаки. Эти округа были упразднены в марте 2009 года.
- В 1907 году для управления южной частью острова Сахалин была образована префектура Карафуто. В её составе было четыре округа: Тоёхара, Маока, Эсутору и Сикука.
- После Первой мировой войны Японии в подмандатное управление была передана обширная группа островов в Тихом океане. Она была разделена на шесть округов, с центрами на островах Сайпан, Яп, Палау, Трук, Понпеи и Джалуит. В ноябре 1943 года шесть округов были объединены в три: «восточный», «западный» и «северный».

## Существующие округа
- Округа Хоккайдо были образованы в 1897 году. В 2010 году была проведена их реорганизация.
- В состав префектуры Кагосима входят округа Осима и Кумагэ, расположенные на размещающихся между архипелагом Рюкю и собственно Японскими островах островах Осима и Танегасима.
- В префектуре Миядзаки имеется округ Нисиусуки — отдалённый горный район на северо-западе префектуры.
- В состав Токио входят четыре округа, расположенные на отдалённых островах: Хатидзё, Мияке, Огасавара и Осима.
- В составе префектуры Симане имеется округ Оки на островах Оки.
- В составе префектуры Ямагата в округа выделены четыре урбанизированных района: Ямагата, Синдзё, Йонедзава и Сёнай.